# 레프 니콜라예비치 오보린

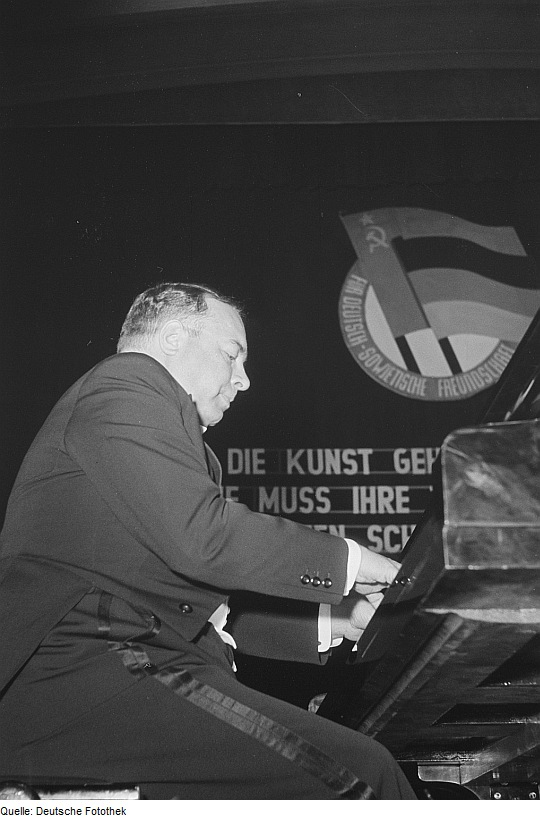

레프 니콜라예비치 오보린(Lev Nikolayevich Oborin, 1907년 11월 11일 ~ 1974년 1월 4일)은 러시아의 피아니스트이다.
러시아에서 최장로(最長老)로 활약했던 피아니스트였으며 교육가였다. 모스크바 태생으로, 부친은 철도기사이며, 피아노를 잘 쳤다. 9세 때부터 엘레나 구네시나에게서 가르침을 받았다. 1921년 모스크바 음악원에 입학, 1927년에는 바르샤바의 제1회 쇼팽 국제 피아노 콩쿠르에서 우승했다. 1930년부터는 모교의 교사, 1935년 이후는 교수 겸 피아노과 주임이 되었다. 명쾌한 연주를 하지만, 과도한 합리주의적인 방향으로 흐르지 않고 따뜻하고 평화롭다는 평을 듣는다. 베토벤의 작품을 잘 연주하지만, 차이콥스키의 <사계(四季)> 연주에도 뛰어났다. 또 무소르크스키의 <전람회의 그림>이나 다비드 오이스트라흐와 함께한 베토벤 바이올린 소나타 전곡 연주가 좋은 평을 듣는다.